# Râul Sărata, Ronișoara
Râul Sărata este un curs de apă, afluent al râului Ronișoara.

## Hărți
- Harta județului Maramureș
- Harta munții Țibleș  Arhivat în 11 octombrie 2008, la Wayback Machine.